# Erika Kildau
Erika Kildau (* 2. September 2002 in Münster) ist eine deutsche Volleyballspielerin.

## Karriere
Kildau spielte in ihrer Jugend Volleyball beim ASV Senden, mit dem sie 2017/18 auch in der Dritten Liga West aktiv war. Mit der Auswahl Nordrhein-Westfalens siegte sie 2016 beim Bundespokal Nord U15 in Schwerin. 2018 wechselte die Libera zum Bundesstützpunkt VCO Münster, fiel aber nach einer schweren Knieverletzung im Herbst 2018 für fast zwei Jahre aus. Mit einem Zweitspielrecht kam die Libera seit 2020 auch beim Bundesligisten USC Münster zum Einsatz. 2021 erhielt Kildau beim USC einen Profivertrag bis 2024, beendete allerdings bereits 2022 ihre Karriere.
Kildau spielte auch in der deutschen Juniorinnen-Nationalmannschaft, mit der sie 2018 bei der U17-Europameisterschaft in Bulgarien Platz sieben erreichte.